# Coroicoia ligata
Coroicoia ligata är en skalbaggsart som först beskrevs av Schwarzer 1930.  Coroicoia ligata ingår i släktet Coroicoia och familjen långhorningar. Inga underarter finns listade i Catalogue of Life.